# Rezen Saddle

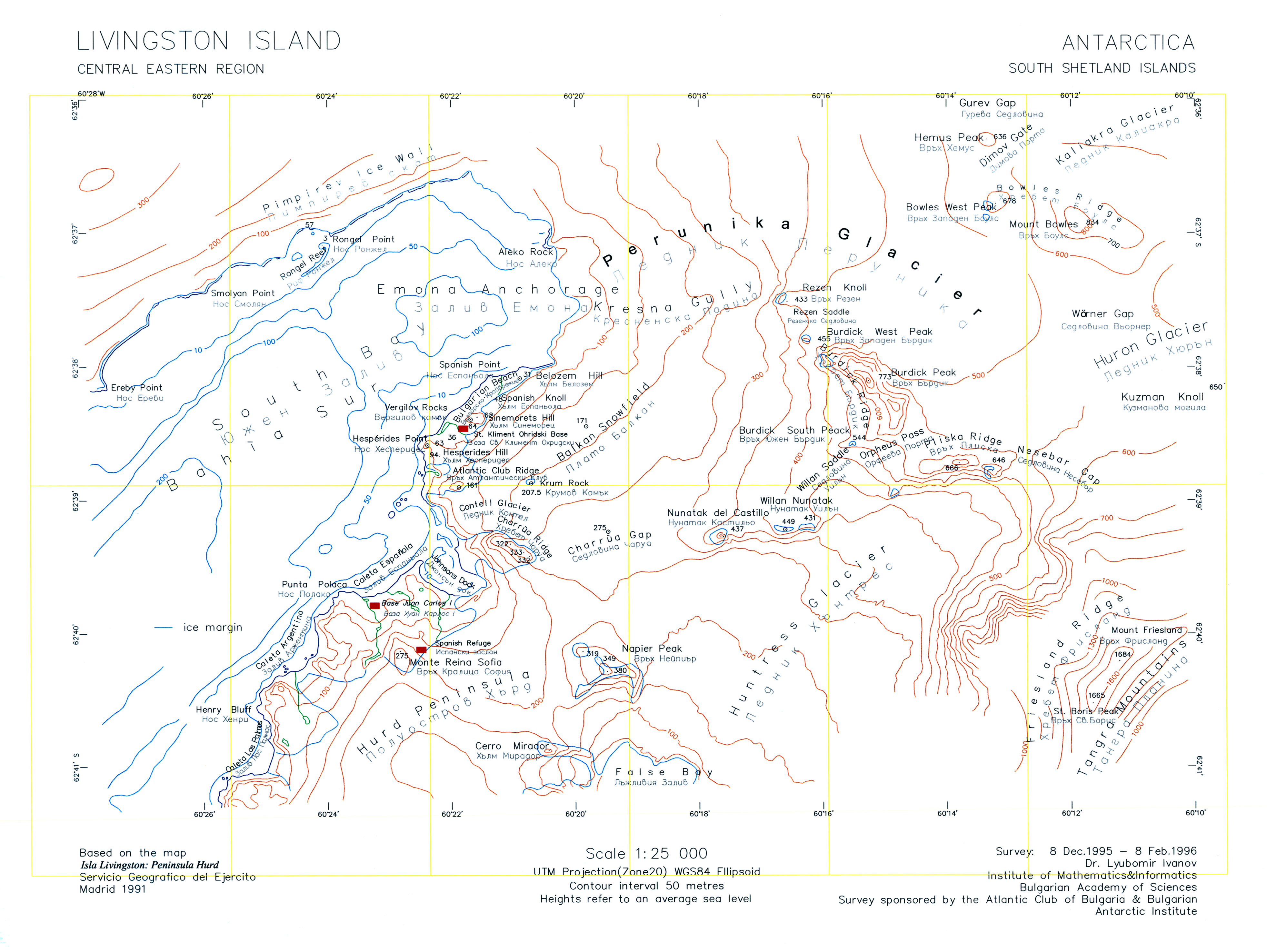
Mappa topografica del settore centro-orientale dell'Isola Livingston, con la Rezen Saddle.

Rezen Saddle (in lingua bulgara: Резенска седловина, Rezenska sedlovina) è una sella o valico montuoso situato nel settore orientale dell'Isola Livingston, che fa parte delle Isole Shetland Meridionali, in Antartide. 
È un passaggio pianeggiante, lungo 600 m e a forma di ferro di cavallo, posto ad una altitudine di 420 m, situato tra Rezen Knoll e Burdick Ridge, che consente l'accesso via terra dal Balkan Snowfield alla parte superiore del Ghiacciaio Perunika e all'area del Bowles Ridge.
Fu visitata per la prima volta durante la stagione estiva 1993-94 dai bulgari Kuzman Tuhchiev, Dimo Dimov e Ivan Tashukov partiti dalla Base San Clemente di Ocrida.
La denominazione deriva da quella dell'adiacente Rezen Knoll.

## Localizzazione
La sella è posizionata alle coordinate 62°37′35″S 60°15′57″W, 5,15 km a est-nordest di Sinemorets Hill partendo dalla base bulgara San Clemente di Ocrida, 3,4 km a sudovest di Dimov Gate, 3,97 km a ovest di Omurtag Pass, 7,38 km a ovest di Pirdop Gate e 2,23 km a nordovest di Orpheus Gate.
Mappatura spagnola da parte del Servicio Geográfico del Ejército nel 1991; rilevazione topografica bulgara nel 1995/96 e nel corso della spedizione investigativa Tangra 2004/05 con mappatura nel 1996, 2005 e 2009.

## Mappe
- Isla Livingston: Península Hurd. Mapa topográfico de escala 1:25000. Madrid: Servicio Geográfico del Ejército, 1991. (Map reproduced on p. 16 of the linked work)
- L.L. Ivanov. Livingston Island: Central-Eastern Region. Scale 1:25000 topographic map.  Sofia: Antarctic Place-names Commission of Bulgaria, 1996.
- L.L. Ivanov et al. Antarctica: Livingston Island and Greenwich Island, South Shetland Islands. Scale 1:100000 topographic map. Sofia: Antarctic Place-names Commission of Bulgaria, 2005.
- L.L. Ivanov. Antarctica: Livingston Island and Greenwich, Robert, Snow and Smith Islands. Scale 1:120000 topographic map.  Troyan: Manfred Wörner Foundation, 2009.  ISBN 978-954-92032-6-4
- Antarctic Digital Database (ADD). Scale 1:250000 topographic map of Antarctica. Scientific Committee on Antarctic Research (SCAR). Since 1993, regularly upgraded and updated.
- L.L. Ivanov. Antarctica: Livingston Island and Smith Island. Scale 1:100000 topographic map. Manfred Wörner Foundation, 2017. ISBN 978-619-90008-3-0